# Hattum (Adelsgeschlecht)

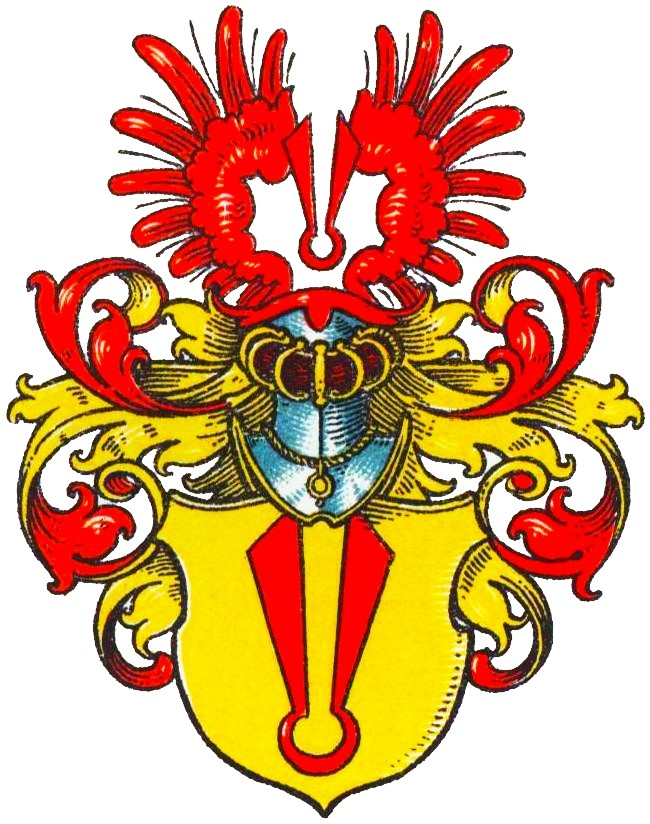
Wappen derer von Hattum im Wappenbuch des Westfälischen Adels

Hattum (auch Hatten oder Hattem) ist der Name eines niederländischen Adelsgeschlechts.

## Geschichte
Laut Anton Fahne soll der namensgebende Ursprung des Geschlechts im niederländischen Hattem in der Provinz Gelderland liegen. Er vermutet aufgrund der Wappenverwandschaft einen Zusammenhang mit den westfälischen Herren von Langen, die ab 1276 auftreten. Die Familie Hattum komme in mehreren westfälischen Aufschwörungstafeln in der obersten Reihe vor.
Jaspar van Hatten (Hattum) war 1608 Pförtner (deurwaerder) des geldrischen Hofes. Ein Abraham von Hattum zu Deventer war 1623 niederländischer Kapitän. David von Hattum, Militär-Solliziteur, lebte in der zweiten Hälfte des 17. Jahrhunderts.

## Wappen
Blasonierung: In Gold eine rote offene Schafschere. Auf dem Helm mit rot-goldenen Helmdecken die Schere zwischen einem offenen roten Flug.